# Ramanayyapeta
Ramanayyapeta is een census town in het district Kakinada van de Indiase staat Andhra Pradesh. 

## Demografie
Volgens de Indiase volkstelling van 2001 wonen er 22323 mensen in Ramanayyapeta, waarvan 51% mannelijk en 49% vrouwelijk is. De plaats heeft een alfabetiseringsgraad van 75%. 